# 三菱・エメロード
エメロード(EMERAUDE) は、三菱自動車工業が製造・販売していた4ドアハードトップ（4ドアクーペ）型普通乗用車である。ギャランベースのハードトップボディを持つ姉妹車として過去にはギャランΣハードトップ/エテルナΣハードトップが存在したが、エメロードはギャランベースの新たな派生車種にあたる。

## 概要
グリル一体型のマルチリフレクターヘッドライトを採用し曲面を多用したデザインに全幅1730mmの3ナンバーボディを採用して、1.8L、2.0L、DOHC2.0Lの全種V6エンジンをラインナップするなど、ハイソカーブームの最中に設計されただけあり、豪華な内装・シートなど、高級車の名に恥じない仕上がりを持つ仕様となったものの、当時はトヨタ・カリーナEDに端を発する4ドアクーペに共通した後部座席の窮屈さからハイソカーブームそのものが斜陽期に差し掛かった時期であり、価格的にも2.5Lエンジン搭載の1クラス上のディアマンテがあったため、販売面では苦戦した。
当初は国内専用モデルであったが、前述の通り販売不振から同じ左側通行圏（右ハンドルエリア）の香港・タイ王国・マレーシア・シンガポールへ向けられた。海外仕様でも日本仕様と同様となっていた。
1995年に最終型が捜査用覆面パトカーとして国費で全国導入された。

## 歴史
- 1992年10月 - ギャランの4ドアハードトップとして発売される。
- 1994年1月 - 特別仕様車「SUPER TOURING R-SPECIAL」を追加。スーパーツーリングをベースにフルエアロ、専用のMIVECエンジンを搭載したモデルであったが、エアコンがフルオートからマニュアルに変更されるなど若干のダウングレードも図られていた。
- 1994年2月 - 一部改良。MIVEC(-MD)エンジン搭載モデルのSUPER TOURING-Rを追加。ボディカラーも一部変更され、ダークレッド内装が廃止された。
- 1994年5月 - 特別仕様車「スーパーツーリングスペシャル」を追加、同時にV6 1800ccにスーパーツーリングを追加した。
- 1994年10月 - マイナーチェンジ。後期モデルからはフロントバンパーがエテルナと共通になり、フロントグリルが2分割タイプに、テールランプがリフレクター付に変更される。グレードが大幅に変わり、2.0スーパーツーリングのDOHC車（170馬力仕様）、1.8TR（4気筒）、1.8TG（V6）が廃止され1.8 SUPER TOURINGに統合された。これによりグレードがV6エンジン搭載のSUPER TOURING系のみとなった。同時にコスト削減のあおりを受けて内装の装備品と素材が見直された。1.8Lエンジン車とMIVECエンジン車はエアコンがマニュアルタイプに変更される。
- 1995年10月 - 一部改良。運転席エアバッグを全車に標準装備、2トーンカラーが設定された。
- 1996年8月 - ギャランのフルモデルチェンジによる車種整理のため販売終了。生産台数は1万9214台[4]

## ボディカラー

### 1992年10月-1994年2月
- オパールホワイトパール （F9：ダークレッド内装）/（F2：グレー内装）
- アルハンブラシルバーパール（FX）
- エメロードグリーンパール（FN）
- ガーネットモーブパール（FT）
- ラピスブルーパール（FK）
- クタニレッドパール（JR）

### 1994年2月-1994年10月
- オパールホワイトパール（F2）
- ラガーディアシルバーメタリック（NH）
- エメロードグリーンパール（FN）
- トスカナブラックパール（HI）
- ラピスブルー（FK）
- クタニレッドパール（JR）

### 1994年10月-1995年10月
- オパールホワイトパール（F2）
- ラガーディアシルバーメタリック（NH）
- キルダーグリーンパール（GF）
- トスカナブラックパール（HI）
- ムーンライトブルーパール（TR）
- クタニレッドパール（JR）

### 1995年10月-1996年8月
- オパールホワイトパール（F2）
- サテライトシルバーメタリック（SC）
- キルダーグリーンパール（GF）
- トスカナブラックパール（HI）
- トスカナブラックパール/カイザーシルバーメタリック2トーン（BI）
- ソフィアホワイト/ラガーディアシルバーメタリック2トーン（EA）

## 販売店
- ギャラン店
- カープラザ店

## 車名の由来
- フランス語でエメラルドの意味。三菱・ディアマンテに影響されたネーミングとなる